# Száhil öv

A Száhil öv a térképen (2020 táján)

A Száhil öv éves esőmennyiségeinek áttekintése 1900-tól napjainkig

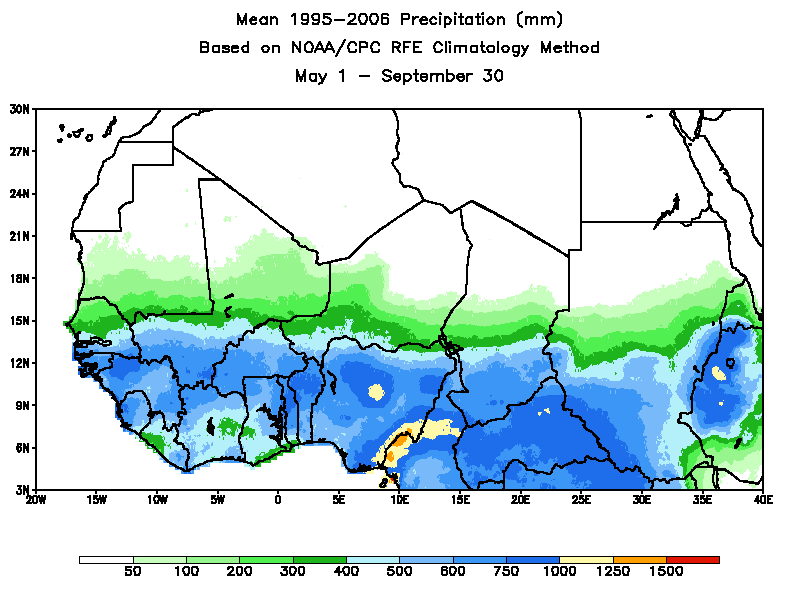
Az éves csapadékmennyiség (mm) a Száhil övben és környékén, az 1995-2006 közötti évek monszun évszakában

A Száhil öv, Száhel-övezet (vagy éhségöv) Afrikában található, a Szahara déli részén. A száhil szó ساحل az arab nyelvben a sivatag szegélyét jelenti. A terület a világ legnagyobb sivatagának déli szélén található.

## Éghajlata
A Száhil övben az éves csapadékmennyiség 200-800 mm közé esik, de ez nagyon egyenetlenül esik, az év során csak néhány csapadékos hónap van. A magas hőmérséklet, a légnyomás sajátosságai miatt harmat nem nagyon keletkezik, tehát a teljes csapadékmennyiség ezekben az esőkben jelenik meg. 1968 és 1974 között elmaradtak az esők, tartós szárazság sújtotta a Száhil övet, 250 ezer ember halt éhen, és milliók kényszerültek elhagyni lakóhelyüket.

## Kialakulása
A sivatagszélesedés azonban 10 000 éve folyamatos a kainozoikumi eljegesedés máig tartó interglaciális fázisában. Mintegy 6-7000 évvel ezelőtt a Szahara helyén még erdős, ligetes térség volt, amely az egyre fokozódó szárazság miatt átadta a helyét a sivatagnak. Az eljegesedés korábbi interglaciálisaiban – amikor az átlaghőmérsékletek a mainál is magasabbak voltak – a Szahara a mainál is nagyobb területű volt. A trópusi szélzóna és a passzátszélzóna találkozásánál helyezkedik el. Kialakulását az egyenlítői mindennapos eső övezet meleg levegőjének leszálló szélrendszere okozza, mivel ezek a légtömegek már korábban leadták csapadékukat, és leszálló mozgás közben nem alakulnak ki esőfelhők.

## A Száhil öv napjainkban
1990 óta 304 kutat építettek 140 000 falusi nagy megkönnyebbülésére és örömére. Az ivóvízért folytatott küzdelem azonban korántsem fejeződött be. Sok ember számára még mindig csak napi 4 liter víz jut. Az állatcsordák alig találnak vizet a Száhil övben. A Morija célja változatlan: „kutat minden falunak”.
A csapadék mennyisége csak a köles termesztéséhez elég. Az év csapadékos napjainak a száma fokozatosan csökken. Az előrejelzéseket az ENSZ montreali klímakonferenciáján ismertették. Dr. Isaac Held amerikai kutató klímamodellje egy hihetetlenül kiszáradt Száhil övet ígér a közeljövőre; ez a jóslata Marty Hoerling klímakutatónak is. Mali, Szenegál, Burkina Faso, Etiópia, Szudán és Csád Száhil övi lakossága egyre inkább elvándorlásra kényszerül. A mezőgazdasági változtatásokat a globális felmelegedési válsággal indokolták ausztrál klímakutatók (Tim Flannery). Afrika erdeinek kiirtásához, a túllegeltetéshez, a népesség növekedéséhez, a földek fokozottabb kizsákmányolásához járul hozzá az üvegházhatású gázok hatása, így tapasztalható az övezet déli irányú terjedése és északi részének felgyorsuló elsivatagosodása. Az elmúlt években súlyos aszályok sújtották a térséget és gyakoribbá váltak a por- és homokviharok.

## Kapcsolódó szócikk
- Nagy Zöld Fal